# Cmentarz komunalny przy ul. Chopina w Szczecinie
Cmentarz komunalny przy ul. Chopina w Szczecinie – dawny cmentarz przyszpitalny położony na terenie szczecińskiego osiedla Niemierzyn (wówczas Nemitz). Zajmował teren pomiędzy obecnymi ulicami Chopina (Wussower Str.), Broniewskiego, a potokiem Warszewiec (Kückenmühlenbach).

## Historia
Cmentarz został założony z 1866 roku z myślą o pochówkach zmarłych pacjentów istniejącego tutaj od 1863 r. zakładu opieki nad osobami psychicznie chorymi (Kuckenmühlen Anstalten). Zakład ten był prowadzony przez zakon sióstr miłosierdzia (Diakonissenheim). Wskutek zapełnienia się cmentarza w pierwszych latach XX w. powiększono jego teren oraz wybudowano neoromańską kaplicę cmentarną. Ostatnie pochówki miały tu miejsce w 1945 roku, kiedy to podczas epidemii tyfusu zmarło 650 chorych.
Po 1945 roku w kaplicy umieszczono zakład medycyny sądowej, a ok. 1980 r. część terenu cmentarza przeznaczono na park. Kaplica przestała być użytkowana, a na terenie dawnego cmentarza nie pozostało śladów po miejscach pochówków. Zespół urbanistyczno-architektoniczny dawnego zakładu opieki, (obecnie Kliniki Psychiatrii PUM) został objęty ochroną konserwatorską.